# God Is a DJ (Pink-Lied)
God Is a DJ (englisch für ‚Gott ist ein DJ‘) ist ein Lied der US-amerikanischen Popsängerin Pink aus dem Jahr 2003.

## Hintergrund
Das Lied wurde von der Interpretin selbst, gemeinsam mit Jonathan Davis III und Billy Mann, geschrieben beziehungsweise komponiert. Letztere beiden zeichneten darüber hinaus für die Produktion verantwortlich.
Die Erstveröffentlichung von God Is a DJ erfolgte als Teil von Pinks dritten Studioalbum Try This am 10. November 2003 durch die Musiklabels Arista Records und LaFace Records. Am 26. Januar 2004 erschien es als dritte Singleauskopplung daraus.

## Musikvideo
Das dazugehörige Musikvideo entstand unter der Regie von Jake Scott. Bis August 2023 zählte es über 13 Millionen Aufrufe auf YouTube.

## Rezeption

### Charts und Chartplatzierungen
| ChartsChartplatzierungen     | Höchstplatzierung | Wochen |
| ---------------------------- | ----------------- | ------ |
| Deutschland (GfK)            | 44 (8 Wo.)        | 8      |
| Österreich (Ö3)              | 26 (10 Wo.)       | 10     |
| Schweiz (IFPI)               | 32 (8 Wo.)        | 8      |
| Vereinigtes Königreich (OCC) | 11 (6 Wo.)        | 6      |

### Auszeichnungen für Musikverkäufe
| Land/Region       | Auszeichnungen für Musikverkäufe (Land/Region, Auszeichnung, Verkäufe) | Verkäufe |
| ----------------- | ---------------------------------------------------------------------- | -------- |
| Australien (ARIA) | Gold                                                                   | 35.000   |
| Insgesamt         | 1× Gold ·                                                              | 35.000   |

Hauptartikel: Pink (Musikerin)/Auszeichnungen für Musikverkäufe